# テーブルスプーン

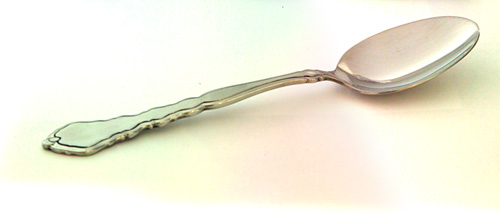
テーブルスプーン

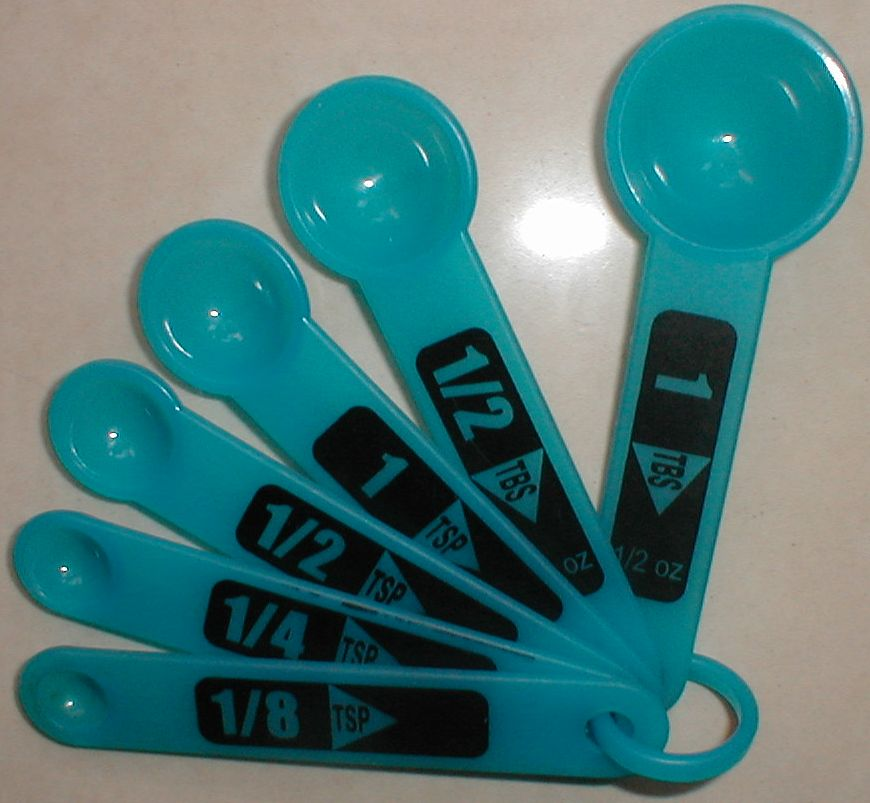
計量スプーン

テーブルスプーン（Tablespoon）は、料理を取り分けるのに用いる大きめのスプーンである。テーブルスプーン1杯という計量の単位は、料理で容積を表すのにしばしば用いられ、おおよそテーブルスプーンと同等の容量を表す。英語ではT, tb, tbs, tbsp, tblsp, tblspn等と略されるが、このうちtbsとtbspのみが公式である。多くの国では、テーブルスプーンの容量は約15mlである。しかしオーストラリアでは20mlと定義している。

## 概要
グラニュー糖等の固体を計測する際には、スプーンを水平にする必要がある。「テーブルスプーンすり切り1杯」というのは、スプーンの容量と同じ料を表し、「テーブルスプーン山盛り1杯」というのは、テーブルスプーンの2杯分の容量を表す。
イギリスでデザートスプーンと呼ばれるスプーンは、通常テーブルスプーンよりも若干小さい
。

### ティースプーンとの関係
アメリカ合衆国、カナダ、日本、ニュージーランド、南アフリカ、イギリス、韓国等の様々な地域で、「テーブルスプーン1杯」は「ティースプーン3杯」と同量とされている。これらの地域では、「テーブルスプーン1杯」は約15ml、即ち0.5液量オンスである。アメリカ等では、歴史的に「テーブルスプーン1杯」は0.5液量オンスと定義されてきた。オーストラリアでは、「テーブルスプーン」は「ティースプーン」4杯分（20ml）と定義されている。イギリスでもヴィクトリア朝やエドワード朝の頃は、25mlかそれ以上の容量のテーブルスプーンが用いられた。これらは料理の取り分け用にのみ用いられ、テーブルに置く食器としては使われなかった。
料理のレシピにおいては、テーブルスプーンはtbsp.、ティースプーンはtsp.と表される。またテーブルスプーンとティースプーンの大きさの違いを強調するために、テーブルスプーンのみ語頭を大文字にして、特にTbsp.と書くこともある。またさらに略してTと表記されることもある。

### 伝統的な定義
アメリカ合衆国のテーブルスプーンの容量に関する伝統的な定義は以下のとおりである。
1テーブルスプーン
=1/2液量オンス
=4ドラム
=1/16カップ
=14.8ml
このような定義では、アメリカ合衆国でもメートル法が用いられている栄養表示等の際に不便である。しかし、他の器具が使えない時に材料を量る際等には便利である。例えば、テーブルスプーン16杯分で1カップになる。
オーストラリアのテーブルスプーンの容量に関する定義は以下のようになる。
1テーブルスプーン
=20ml
=約2/3液量オンス